# Praeaphidius microphthalmus
Praeaphidius microphthalmus är en stekelart som först beskrevs av Charles Thomas Brues 1933.  Praeaphidius microphthalmus ingår i släktet Praeaphidius och familjen bracksteklar. Inga underarter finns listade i Catalogue of Life.